# MV Princess of the Orient
El MV Princess of the Orient fue un ferry de pasajeros propiedad de Sulpicio Lines que se hundió frente a Fortune Island, cerca de las provincias de Cavite y Batangas en la isla de Luzón, Filipinas, el 18 de septiembre de 1998. El barco fue construido originalmente en Japón como Sun Flower 11 (japonés :さんふらわあ11, romanizado: Sanfurawā 11) en 1974, donde sirvió como ferry de crucero antes de ser vendido a Sulpicio Lines en 1993.

## Hundimiento
El 18 de septiembre de 1998, alrededor de las 10 de la noche, el Princess of the Orient zarpó de Manila a la ciudad de Cebú durante el embate del tifón Vicki. Inicialmente se observó a babor una escora de tres grados, que había ido aumentando continuamente. Al mismo tiempo, vientos y olas golpeaban el barco por estribor. Las olas tenían al menos siete u ocho metros de altura y la velocidad del viento era de 25 nudos.
Debido al gran oleaje y al movimiento excesivo, la carga sólida y líquida debajo de la cubierta desplazó su peso hacia babor, contribuyendo a la posición inclinada del barco. El capitán ordenó reducir la velocidad del barco a 14 nudos y puso agua de lastre en el tanque de escora de estribor, con la esperanza de detener la continua escora del barco. Esta acción fue en vano, ya que el buque ya se encontraba escora entre 15 y 20 grados a babor.
A pesar de encontrarse en una situación peligrosa, el capitán realizó diversas maniobras a estribor, lo que contribuyó a la inclinación del barco. Como el barco ya estaba inclinado en un ángulo de 15 grados junto con el movimiento instantáneo del barco, la carga debajo de la cubierta cambió completamente de posición y peso hacia babor. Dos horas después de zarpar del puerto de Manila, el ferry se inclinó entre 30 y 45 grados hacia babor, lo que hizo imposible recuperarse.
El barco se hundió a las 0:55 am cerca de Fortune Island y se hundió. De los 388 pasajeros a bordo, 150 murieron al quedar atrapados dentro del ferry o ser arrastrados por las olas y finalmente ahogarse. Los supervivientes restantes flotaron en el mar durante más de 12 horas antes de que los rescatistas pudieran llegar hasta ellos.

## Pecio
El pecio del naufragio descansa en su lado de babor a 122 metros (400 pies) bajo el nivel del mar cerca de Fortune Island. Los restos del naufragio permanecieron intactos desde su hundimiento. A principios de la década de 2000, John Bennett y Ron Loos realizaron las primeras inmersiones en el lugar del naufragio. Parecía probable que la causa del hundimiento se debiera a que la carga del barco no estaba correctamente amarrada. El mar embravecido causado por el tifón Vicki hizo que la carga del barco se desplazara, lo que provocó que el barco se inclinara hacia un lado, lo que provocó el hundimiento.
En 2018 y 2019, un equipo internacional de cinco hombres buceadores capturó imágenes de los restos del naufragio y los exploró, a profundidades de hasta 128 m.